# Neoargestes variabilis
Neoargestes variabilis is een eenoogkreeftjessoort uit de familie van de Argestidae. De wetenschappelijke naam van de soort is voor het eerst geldig gepubliceerd in 1967 door Drzycimski.